# ¡Rob! (serie de televisión)
Rob (estilizada como ¡Rob!) es una serie estadounidense de comedia que se estrenó en la cadena CBS el 12 de enero de 2012. En Latinoamérica se transmitirá a través de Comedy Central Latinoamérica. Las estrellas de la serie son Rob Schneider, junto a Cheech Marin, Claudia Bassols, Diana-Maria Riva, Eugenio Derbez, Ricky Rico, y Lupe Ontiveros. El show fue producido por The Tannenbaum Company y CBS, la misma que produce la exitosa serie Two and a Half Men. El 13 de mayo de 2012, la CBS canceló la serie.

## Sinopsis
La serie sigue a Rob (Rob Schneider), un soltero de toda la vida, que se casa con Maggie (Claudia Bassols), una chica que viene de una muy unida familia mexicano-estadounidense.

## Reparto
| Personaje    | Actor original   | Actor de doblaje        |
| ------------ | ---------------- | ----------------------- |
| Rob          | Rob Schneider    | René García             |
| Maggie       | Claudia Bassols  | Cristina Hernández      |
| Fernando     | Cheech Marin     | Miguel Ángel Ghigliazza |
| Rosa         | Diana-Maria Riva | Laura Torres            |
| Héctor       | Eugenio Derbez   | Eugenio Derbez          |
| Abuelita     | Lupe Ontiveros   | Magda Giner             |
| Pepe         | Ricky Rico       | ¿?                      |
| Presentación | N/A              | Sebastián Llapur        |

## Episodios
| #   | Nombre del Episodio | Nombre del Episodio en Hispanoamérica | Fecha de Estreno Original |
| --- | ------------------- | ------------------------------------- | ------------------------- |
| 01. | Pilot               | Piloto                                | 12 de enero de 2012       |
| 02. | Second Wedding      | La Segunda Boda                       | 19 de enero de 2012       |
| 03. | The Pillow          | El Cojín                              | 26 de enero de 2012       |
| 04. | Family Secrets      | Secretos de Familia                   | 2 de febrero de 2012      |
| 05. | Rob Learns Spanish  | Rob Aprende Español                   | 9 de febrero de 2012      |
| 06. | The Baby Bug        | La Comezón del Bebé                   | 16 de febrero de 2012     |
| 07. | Romantic Weekend    | Un Fin de Semana Romántico            | 23 de febrero de 2012     |
| 08. | Dad Comes to Visit  | Papa Viene de Visitas                 | 1 de marzo de 2012        |

## Producción
El piloto apareció por primera vez en la CBS como desarrollo de la pizarra en octubre de 2010. El 4 de febrero de 2011, CBS hizo un pedido piloto, escrito por Rob Schneider y Lew Morton, y dirigido por Jamie Widdoes. La serie fue producida ejecutivamente por Schneider, Morton, Kim Tannenbaum y Eric Tannenbaum. Ocho episodios fueren solicitados y emitidos para la primera temporada.